# 1957 en dadaïsme et surréalisme
Pour l'année, voir 1957.
 Chronologie de dada et du surréalisme 
- 1953
- 1954
- 1955
- 1956
- 1957
- 1958
- 1959
- 1960
- 1961

Cet article présente les faits marquants de l'année 1957 en dadaïsme et surréalisme.

## Éphémérides

### Janvier
- André Breton, La Grande tortue et le cacique, sculpture, deux pierres insérées dans un socle[1]

### Février
- Fermeture de la galerie À l'étoile scellée. André Breton se plaint auprès de Pierre Molinier de n'en avoir pas été informé[2].

### Mars
- 25 mars
Tract collectif Coup de semonce qui dénonce les provocations réactionnaires des peintres Simon Hantaï et Georges Mathieu[3].

- Finie la chanson !, tract collectif écrit en réaction au recueil de Léo Ferré, Poète... vos papiers ! qui, dans sa préface, s'en prend à l'écriture automatique. Léo Ferré : « Le poète n'a plus rien à dire, il s'est lui-même sabordé depuis qu'il a soumis le vers français aux dictats de l'hermétisme et de l'écriture dite « automatique ». L'écriture automatique ne donne pas le talent. Le poète automatique est devenu un cruciverbiste dont le chemin de croix est un damier avec des chicanes et des clôtures : le five o'clock de l'abstraction collective. »[4]

### Mai
- 25 mai
André Breton, L'Art magique, en collaboration avec Gérard Legrand, au Club français du livre[5] : réunion d'œuvres « [...] dont le pouvoir sur nous excède ce qu'on pourrait attendre de leurs moyens décelables. »[6]

- Exposition L'Aventure Dada, 1916-1922 organisée par Georges Hugnet à Paris. Le catalogue est préfacé par Tristan Tzara, la couverture est illustrée par Marcel Duchamp[7].

### Œuvres
- Enrico Baj
  - Lieutenant John Talbot, Premier comte de Shrewsbury, collage tissu, papier peint, médailles et peinture[8]
- Hans Bellmer
  - Petite anatomie de l'inconscient physique ou Petite anatomie de l'image, somme de réflexions sur l'expérience de La Poupée[9] :
« Le corps est comparable à une phrase qui nous inviterait à la désarticuler, pour que se recomposent, à travers une série d'anagrammes sans fin, ses contenus véritables. »[10]
- André Breton
  - La Grande tortue et le cacique, sculpture, deux pierres insérées dans un socle[11]
- André Breton & Gérard Legrand
  - L'Art magique », essai : « Appliquée délibérément au mot art, l'épithète magique vient apporter un surcroît d'exigence. » Achevé d'imprimé le 25 mai[12]
- Augustin Cardenas
  - Le Couple antillais, sculpture en acajou[13]
- Max Ernst
  - Projet pour un monument à Leonardo da Vinci, huile sur toile[14]
- Jacques Hérold
  - Maltraité de peinture, essai[15]
- Konrad Klapheck
  - Die gekränkte Braut, huile sur toile[16]
- Yahne Le Toumelin
  - Dernier matin à Kaer Sidhi, huile sur toile[17]
- René Magritte
  - Le Bouquet tout fait, huile sur toile[18]
- Matta
  - L'Impensable, huile sur toile[19]
- E. L. T. Mesens
  - Théâtre ou homme simple, collage[20]
- Benjamin Péret
  - Le Gigot, sa vie et son œuvre[21]
- Max Walter Svanberg
  - Offrande aux dames de la lune, huile sur toile[22]
- Toyen
  - La Belle amoureuse[23]
  - En proie à leurs regards, huile sur toile[24]
  - Mélusine, huile sur toile[25]
- Remedios Varo
  - Creación de los aves, huile sur masonite[réf. nécessaire]
- Marie Wilson
  - Pays Modok, huile sur toile[26]
- Unica Zürn
  - La Serpenta[27]